# 機場UA IMAX影院

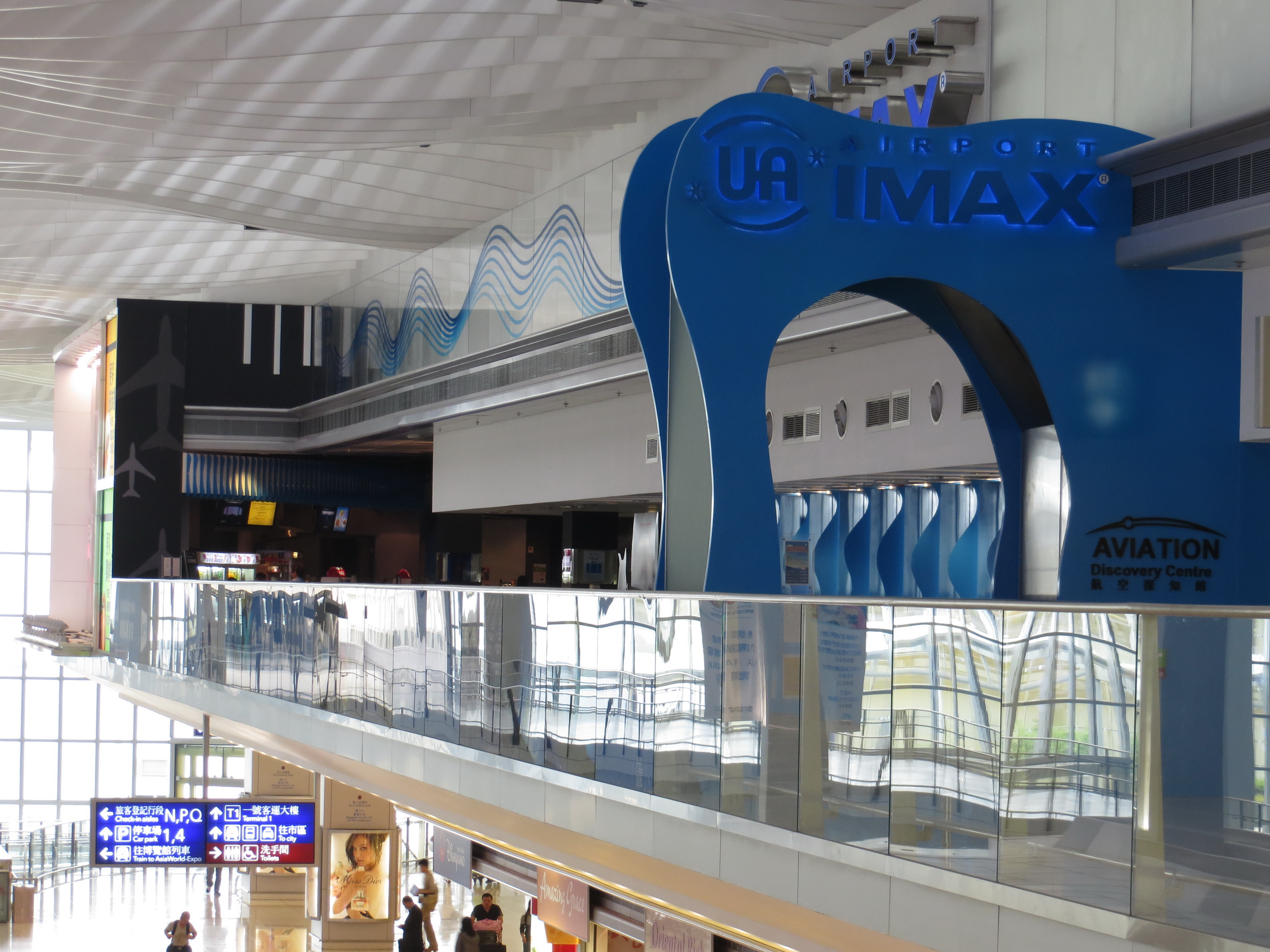
機場UA IMAX影院入口

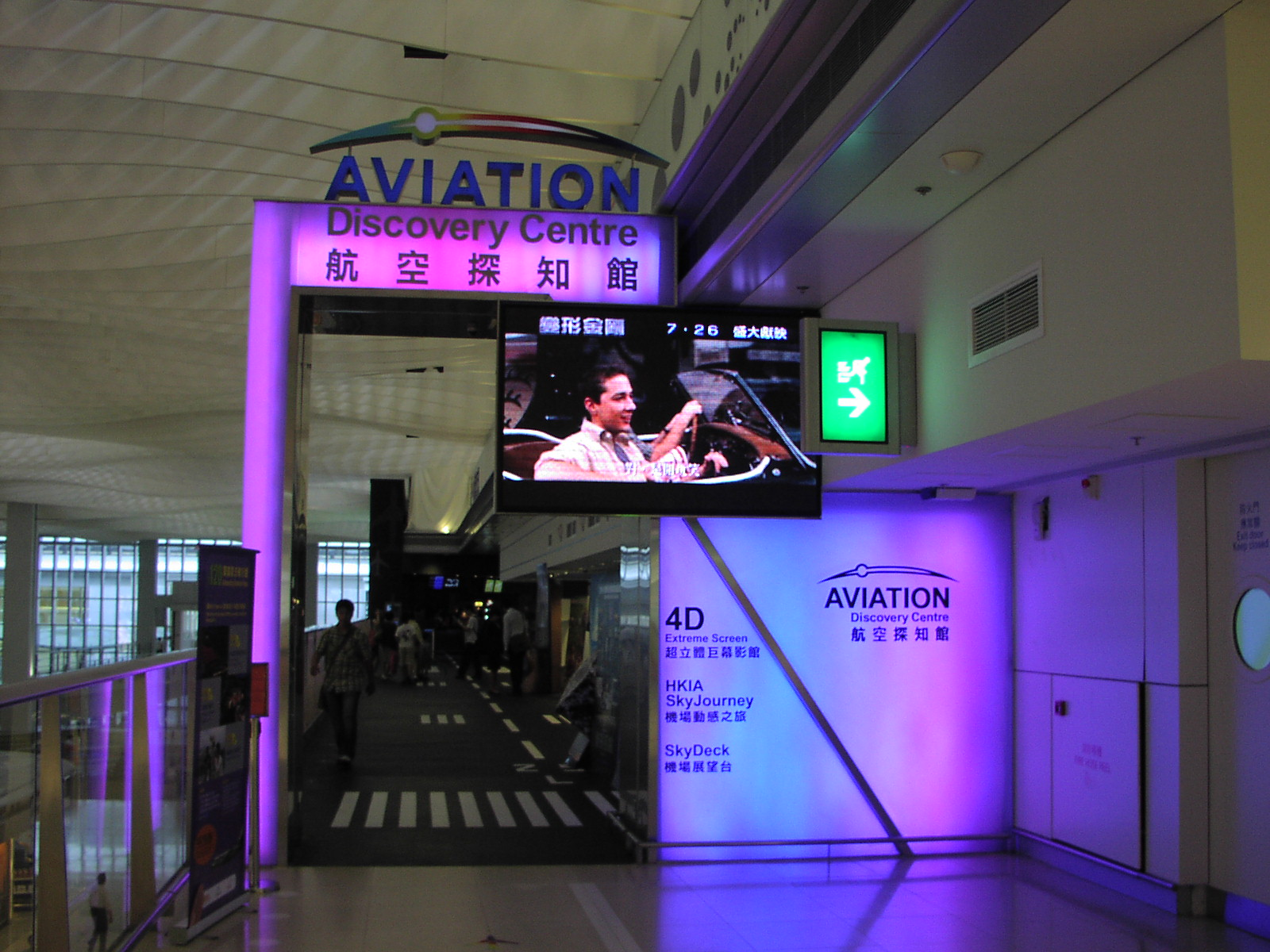
航空探知館及4D超立體巨幕影館入口

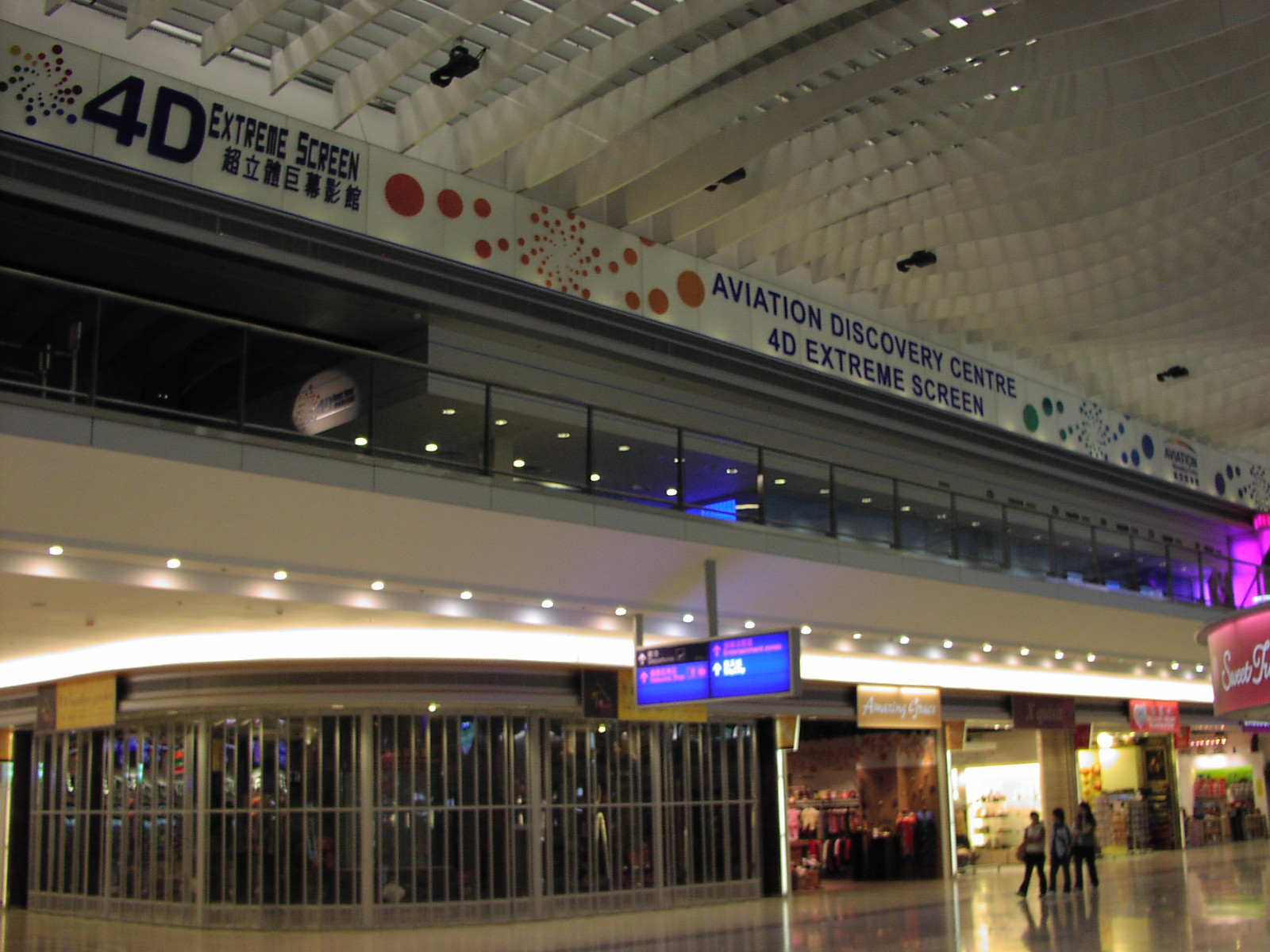
4D超立體巨幕影館

機場UA IMAX影院位於香港國際機場二號客運大樓翔天廊，於2012年7月5日開業，是香港第三間IMAX戲院，設有全港最大的IMAX銀幕。前身為洲立影藝經營的4D超立體巨幕影館（4D Extreme Screen），於2007年3月30日開幕，2012年1月31日結業，2月起改由娛藝接手經營。2019年8月14日，因機管局向法庭申請臨時禁制令，規定進入機場客運大樓的人士需要向保安出示護照、機票或登機證等文件。戲院宣佈該日起暫停營業，直至另行通知。本院因擴建二號客運大樓而已於2019年9月29日結業。

## 影院設計
機場UA IMAX影院設有高約13.89米、闊約22.42米的全港最大IMAX巨型銀幕，新影院繼承IMAX專利影院設計的特色，包括頂天立地巨幕、清晰明亮的畫面、多聲道數碼環繞音響系統及享譽全球的影院幾何設計，讓觀眾完全置身電影之中，感受最震撼逼真的視聽體驗。影院播放的電影包括IMAX 2D、3D電影、IMAX科教電影及非IMAX電影。

## 歷史

### 4D超立體巨幕影館時代
4D超立體巨幕影館（4D Extreme Screen）由香港機場管理局、洲立影藝有限公司和影片技術供應商SimEx-Iwerks聯手創辦，耗資約1,000萬美元。影館設有64呎高、44呎闊，即約5層樓高的巨型銀幕，開幕當時是全亞洲最大的4D銀幕。全院座位358個，採取劇院式階梯設計，避免觀眾視野被遮擋，配備先進的特技效果裝置和環迴立體聲音響，以特製的菲林和放映機播放影片，使畫面大出數倍，清晰度、立體感和層次感也有所增加。影館是全球具備最多種類官能刺激效果的4D特效電影館，觀眾戴上特製眼鏡觀看4D特效電影時，除了可以在銀幕上欣賞立體影像，亦能夠感受視覺和聽覺以外與劇情同步發展的7種感官效果，包括風吹、雪飄、水濺、泡沫、煙霧、閃光和氣味。另有舞台設備、視聽系統及數碼投影器，同時具備可供舉行大型會議的配套設施。
影片種類
影館能夠播放不同類型的電影，包括二維、三維及四維的35毫米及70毫米影片。每天播放約8至10場的三維電影或者四維電影，包括「高空飛行歷奇」、「外太空探索」以及「科幻歷險」等題材，曾播放電影包括《羅拔神奇家族》及《迷你魔界大冒險》等。
開幕儀式
影館於2007年3月30日正式開幕，當日由香港旅遊發展局主席周梁淑怡和演員莫文蔚等嘉賓戴上特製眼鏡觀看立體電影。
當日香港旅遊發展局主席周梁淑怡認為該影院是繼香港迪士尼樂園和東涌纜車昂坪360後，另一個大嶼山的旅遊新景點，相信能夠吸引更多市民及旅客來訪。香港國際機場機場地產業務總經理楊嘉倫認為，影館可吸引旅客在轉機和候機途中花上15分鐘入場。同時認為現時通往機場的交通十分方便，影館亦可吸引市民到翔天廊。